# Stefanie Hiß
Stefanie Hiß (* 7. August 1974 in Groß-Gerau) ist eine deutsche Soziologin und hat seit 2012 den Lehrstuhl für Soziologie mit dem Schwerpunkt Märkte, Organisationen und Governance an der Friedrich-Schiller-Universität Jena inne. Hiß hat ein Modell zur Beschreibung und zum Verständnis von Corporate Social Responsibility (nach Verantwortungsbereichen eines Unternehmens) vorgelegt.

## Werdegang
Hiß studierte Volkswirtschaftslehre, Politikwissenschaft, Soziologie und Rechtswissenschaft an der Ruprecht-Karls-Universität in Heidelberg und an der Johann Wolfgang Goethe-Universität in Frankfurt am Main und schloss ihre Studien 2002 mit Diplomen in Volkswirtschaftslehre und Politikwissenschaft ab. Zwischen 2001 und 2002 war sie als Fachassistentin im Programmbüro Sozial- und Ökostandards der Deutschen Gesellschaft für Technische Zusammenarbeit (GTZ) tätig, woraufhin sie im interdisziplinären DFG-Graduiertenkolleg „Märkte und Sozialräume“ an der Otto-Friedrich-Universität Bamberg in Soziologie promovierte. Als Doktorväter fungierten Richard Münch (Soziologie) und Lothar Brock. Für ihre Dissertation erhielt Hiß den Dissertationspreis der Universität Bamberg.
An die Promotion schloss sich eine Tätigkeit als Wissenschaftliche Mitarbeiterin in der Arbeitsgruppe zu Märkten am Max-Planck-Institut für Gesellschaftsforschung in Köln zwischen 2005 und 2007 an. 2007 bis 2009 war sie wieder in Bamberg, diesmal als Postdoktorandin und Akademische Rätin tätig.
2009 wurde sie Juniorprofessorin für Wirtschaftssoziologie bzw. Soziologie der Finanzmärkte an der Universität Jena und leitete dort als Schumpeter-Fellow die Nachwuchsgruppe zum Thema „Nachhaltigkeit und Finanzmarkt – institutionelle Arrangements und Perzeptionsmuster“. Seit 2012 ist sie dort Universitätsprofessorin für Soziologie mit dem Schwerpunkt Märkte, Organisationen und Governance.
Zwischen 2011 und 2016 war sie Mitglied in der Jungen Akademie der Berlin-Brandenburgischen Akademie der Wissenschaften und der Deutschen Akademie der Naturforscher Leopoldina. Sie ist Faculty im Graduiertenkolleg „Globale Wissenstransfers und Translokale Paradoxien“ (Bereich Mensch & Gesellschaft) der Profillinie Liberty.
Mehrmonative Auslandsaufenthalte führten sie an die University of Warwick im Vereinigten Königreich (2004) sowie an die Concordia University in Kanada (2003), an das Minda de Gunzburg Center for European Studies (CES) der Harvard University (2012), an die Northwestern University (2014) und an die Universität Uppsala in Schweden (2015).

## Schwerpunkte in Forschung und Lehre
Als Thematische Schwerpunkte gibt Hiß in Forschung und Lehre an:
- Kulturorganisationen im institutionellen Wandel (nähere Informationen unter Projekte)
- Nachhaltigkeit und Finanzmarkt, etwa am Beispiel der Fossil-Fuel-Divestment-Bewegung oder von Banken,
- Gesellschaftliche Verantwortung von Unternehmen,
- Rolle von Ratingagenturen,
- Unterrepräsentanz von Frauen in Führungspositionen,
- Historische Gärten im Klimawandel[2]

## Veröffentlichungen
- Warum übernehmen Unternehmen gesellschaftliche Verantwortung? Frankfurt/Main: Campus-Verl. 2006.
- mit Sebastian Nagel: Ratingagenturen zwischen Krise und Regulierung. Baden-Baden: Nomos 2012.
- mit Agnes Fessler, Gesa Griese, Sebastian Nagel u. Daniala Woschnack: Nachhaltigkeit und Finanzmarkt. Wiesbaden: Springer Fachmedien Wiesbaden 2020.